# لیبرانتیتسه
لیبرانتیتسه (به چکی: Librantice) یک منطقهٔ مسکونی در جمهوری چک است که در ناحیه هرادتس کرالووه واقع شده‌است. لیبرانتیتسه ۴۶۵ نفر جمعیت دارد.